# Кортільйоне
Кортільйоне (італ. Cortiglione, п'єм. Corgèli) — муніципалітет в Італії, у регіоні П'ємонт,  провінція Асті.
Кортільйоне розташоване на відстані близько 470 км на північний захід від Рима, 60 км на південний схід від Турина, 15 км на південний схід від Асті.
Населення — 561 особа (2014).

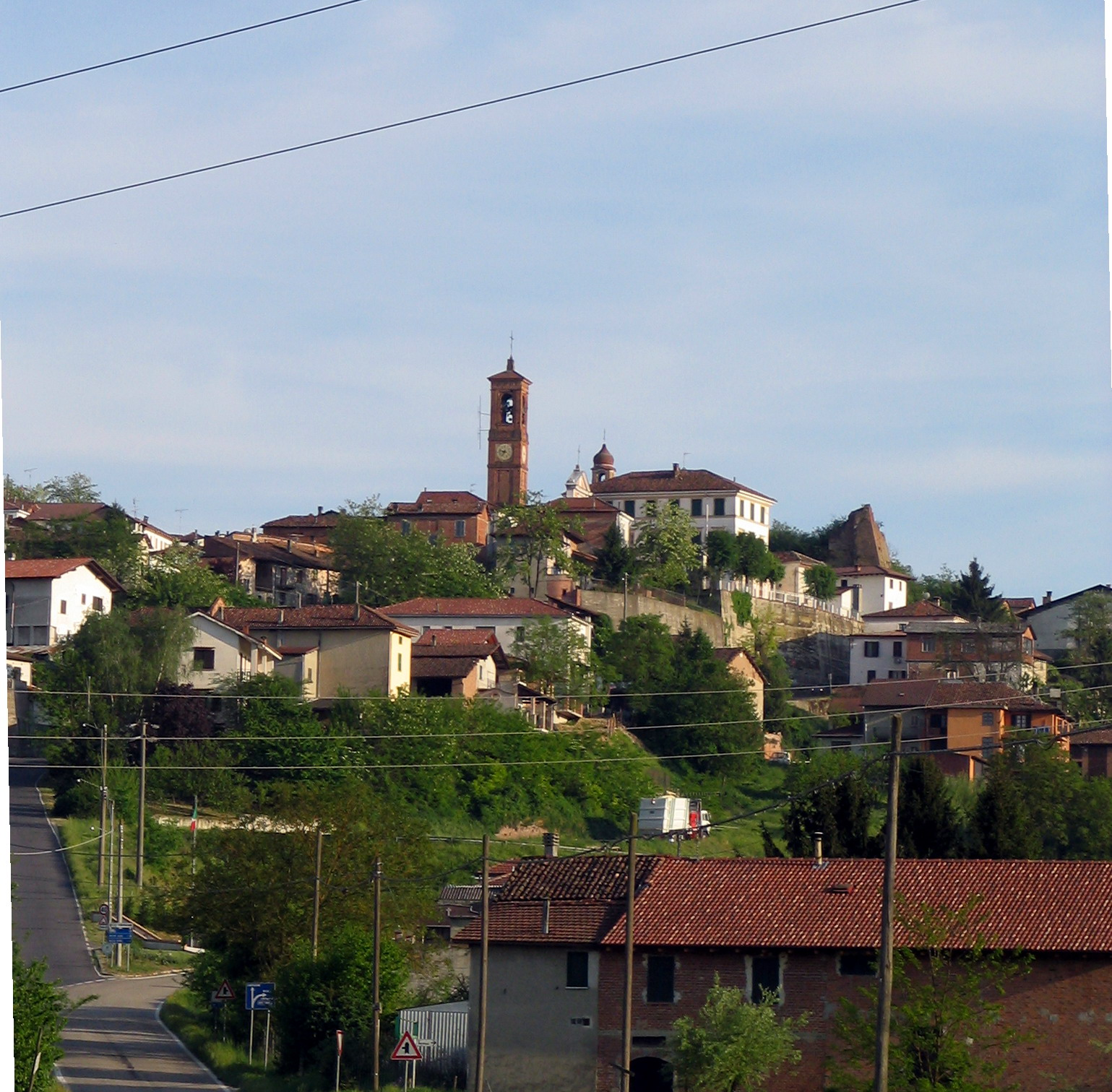

Щорічний фестиваль відбувається 7 жовтня. Покровитель — Madonna del Rosario.

## Демографія
Населення за роками:

Станом на 1 січня 2023 року в муніципалітеті офіційно проживали 54 іноземці з 14 країн, серед них 26 громадян країн Євросоюзу та 3 громадяни України.

## Сусідні муніципалітети
- Бельвельйо
- Інчиза-Скапаччино
- Мазіо
- Роккетта-Танаро
- Вальйо-Серра
- Вінкьо